# Northwest-Highlands-Kontroverse
Die Northwest-Highlands-Kontroverse war eine wissenschaftliche Auseinandersetzung um den geologischen Aufbau der Northwest Highlands in Schottland. Sie wurde in der zweiten Hälfte des 19. Jahrhunderts ausgetragen. Als ihr Ergebnis kann die Etablierung der Deckennatur der Moine Supergroup entlang der Moine Thrust angesehen werden.

## Einführung

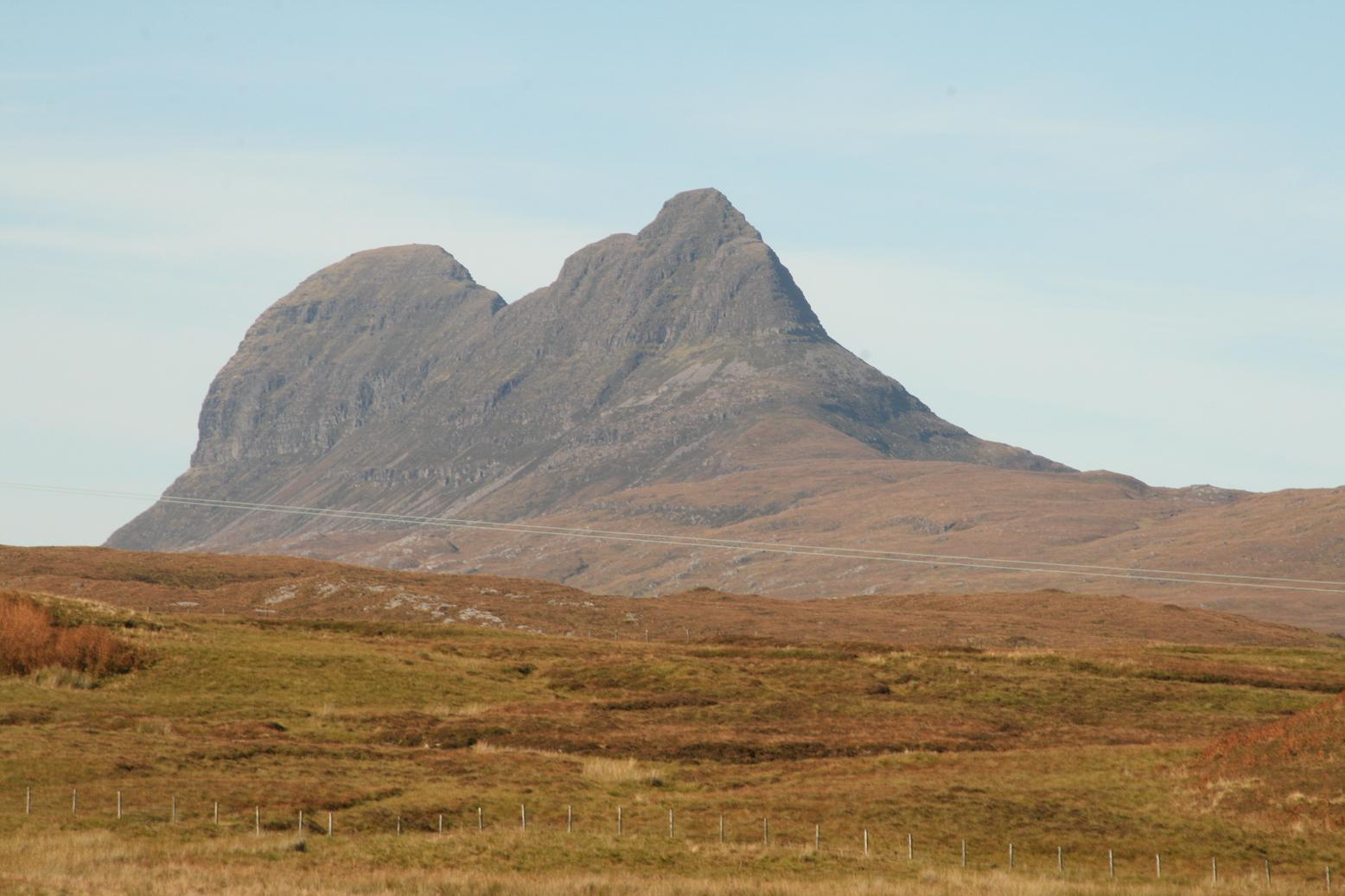
Der Suilven von Glen Oykel

Die Auseinandersetzung begann unter Britischen Geologen in der Mitte des 19. Jahrhunderts und hatte als Gegenstand den geologischen Aufbau des Schichtpakets in den Northwest Highlands. Die Debatten wurden aufgrund der beteiligten Persönlichkeiten teils recht verbittert geführt – aber auch deswegen, weil sich Berufsgeologen des British Geological Surveys mit Akademikern und Amateurgeologen konfrontiert sahen. Um 1886 wurde erstmals eine Beilegung des Konflikts erzielt. Die Feldarbeiten gingen danach aber noch 20 Jahre weiter, bedingt durch die Entdeckung des Moine Thrust Belts – einem hochkomplexen und wissenschaftlich wichtigen Überschiebungsgürtel. Diese Forschungsarbeiten des Geological Surveys kulminierten im Jahr 1907 in einer Veröffentlichung von fundamentaler Bedeutung: Der geologische Aufbau der Northwest Highlands in Schottland (Englisch The Geological Structure of the North-West Highlands of Scotland).
Die verbitterte Debatte war ein entscheidender Faktor gewesen, dass als politische Reaktion im Jahr 1899 das Wharton Committee ins Leben gerufen wurde, um den vom Staat subventionierten British Geological Survey zu überprüfen. Der Bericht der Kommission beschleunigte wahrscheinlich den Rücktritt des Dienstleiters Archibald Geikie, der das neue geologische Paradigma nur sehr langsam aufnahm. Dennoch sollte ihm sein Rücktritt vom Survey nicht weiter schaden, denn er wurde später zum Präsidenten der Geological Society of London und auch der Royal Society und wurde außerdem mit dem Order of Merit ausgezeichnet.
Mittlerweile gilt es als erwiesen, dass die Northwest Highlands einst Teil des Iapetus waren, welcher durch die Kontinentalkollision von Laurentia und Baltica vor rund 400 Millionen Jahren am Ende des Silurs geschlossen wurde. Die Kaledonische Orogenese hatte zu einer intensiven Verfaltung und sehr starker Kompression der Gesteine geführt. An Überschiebungsbahnen waren ältere kilometerweit über jüngere Gesteine geglitten. Es entstanden Decken, in deren überkippten Antiklinalen die Gesteinsfolgen jetzt kopfüber lagen und teilweise sich durchaus auch verdoppeln konnten.

## Hintergrund

### Die Geologie zur Mitte des 19. Jahrhunderts
In den 1830ern begannen Geologen Gesteine mit Hilfe ihres Fossilinhalts zu datieren. Das Stratigraphische Prinzip, wonach jüngere Schichten Älteren aufliegen, war zu diesem Zeitpunkt bereits allgemein anerkannt. Dass nicht immer alle Lagen vorhanden sein müssen, konnte erosiver Einwirkung zugeschrieben werden. Im Jahr 1841 bemerkte jedoch Arnold Escher von der Linth, dass gelegentlich auch ältere Gesteine über Jüngeren lagen. Er erklärte sich dies mit großen horizontalen Gesteinsbewegungen und riesigen Verfaltungen. Dennoch wagte er es nicht, seine Überlegungen zu publizieren, da er sich nicht der Lächerlichkeit preisgeben wollte. Erst im Jahr 1878 wurden seine Einsichten dann posthum von seinem Schüler Albert Heim veröffentlicht. Deckenüberschiebungen von Liegendem über Hangendes mit beträchtlichen horizontalen Schubweiten waren jedoch bis zu diesem Zeitpunkt noch nicht identifiziert worden.
Im Jahr 1831 unternahm Roderick Murchison eine Expedition nach Wales, wo er das Silur identifizieren konnte. Diese Entdeckung veranlasste ihn, die Stufe des Silurs sozusagen als ihm eigenes Spielfeld zu betrachten. Er kam folglich zu der Anschauung, dass silurische Gesteine auch in Teilen Englands und Südschottlands zugegen waren. Dies führte zu bitteren Auseinandersetzungen mit seinem Freund Adam Sedgwick, der die Gesteine zuvor als Kambrium eingestuft hatte – das dazwischenliegende Ordovizium war damals noch nicht etabliert. Murchison hatte das Silur anhand seines Fossilinhalts identifiziert, wohingegen frühere Geologen rein lithologische Charakteristika berücksichtigt hatten. Bedingt durch seine Erhebung in den Adelsstand im Jahr 1846 bekamen Murchison's Überzeugungen noch zusätzliches Gewicht. Als er im Jahr 1855 zum Leiter des British Geological Survey ernannt wurde, entschied sich Murchison seine Forschungen auf die wenig bekannten und umso weniger verstandenen Northwest Highlands in Schottland auszuweiten.

### Die Northwest Highlands in Schottland

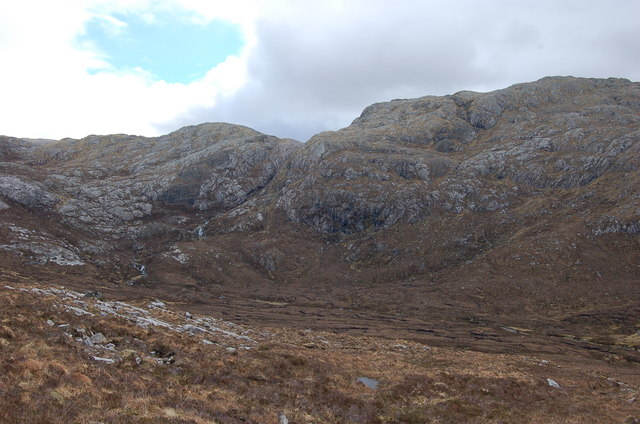
Gneis des Lewisians in Assynt

Die Northwest Highlands waren – und sind auch heute noch – abgelegen und schwierig zu erreichen. In einem 200 Kilometer langen und 15 bis 25 Kilometer breiten Streifen entlang der Nordwestküste befindet sich ein abweisendes Gelände mit vereinzelten Bergen, die sich über vegetationsloses Tiefland erheben – mit entblösten Felskuppen inmitten von kleinen Seen und Moorland. Dieses geologische Gebiet beginnt an der Halbinsel Sleat im Südosten von Skye und erstreckt sich dann nordnordostwärts über Kyle of Lochalsh, Ullapool und Assynt bis hoch zum Cape Wrath und zum Loch Eriboll.

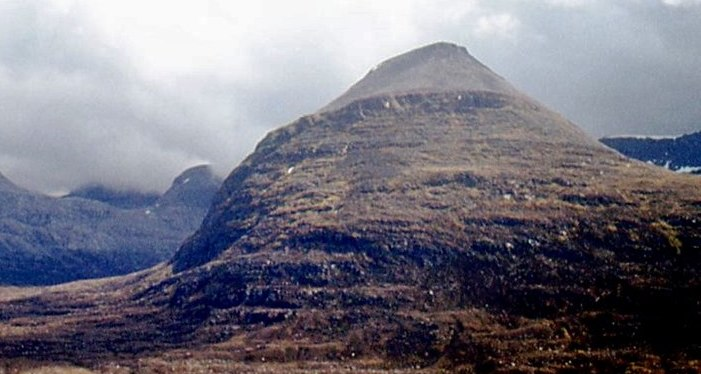
Quarzit im Gipfelbereich über Sandstein am Beinn Eighe

Für den Geologen bietet Assynt mit die besten Gesteinsformationen und gleichzeitig schönsten Landschaften. Die höckrige Tiefebene im Westen besteht aus harten metamorphen Gesteinen – dem Gneis des Lewisians, der ältesten Gesteinsformation in Großbritannien. Über diesem Grundgebirge erscheinen nur relativ wenig beanspruchte Sandsteine, Quarzite und auch noch die Kalkformation des Durness Limestones. Der Sandstein ist fossilleer und der für ebenfalls fossilleer gehaltene Quarzit enthält Skolithos – den so genannten Pipe Rock. Die im Kalk enthaltenen Fossilien konnten damals noch nicht eindeutig bestimmt werden. Vom Küstenstreifen weiter nach Osten folgen dann die sehr stark metamorphosierten Gesteine der Moine Supergroup, die stellenweise auf nicht-metamorphen Schichten zu liegen kommen.
Für die Geologen des 19. Jahrhunderts stellte dieser Sachverhalt ein großes Rätsel dar, denn jüngere Gesteine überlagern normalerweise immer ältere Formationen. Daher wurde erwartet, dass nicht-metamorphe Gesteinsverbände metamorphen Gesteinen aufliegen. Außerdem stellte sich die Frage nach dem Alter der betroffenen Gesteine und nach dem Grund ihrer Verkehrtlagerung. Warum fanden sich untere und obere Quarzitlagen sowohl über als auch unter den Grundgebirgsgneisen ?

## Murchison und Nicol in den Northwest Highlands

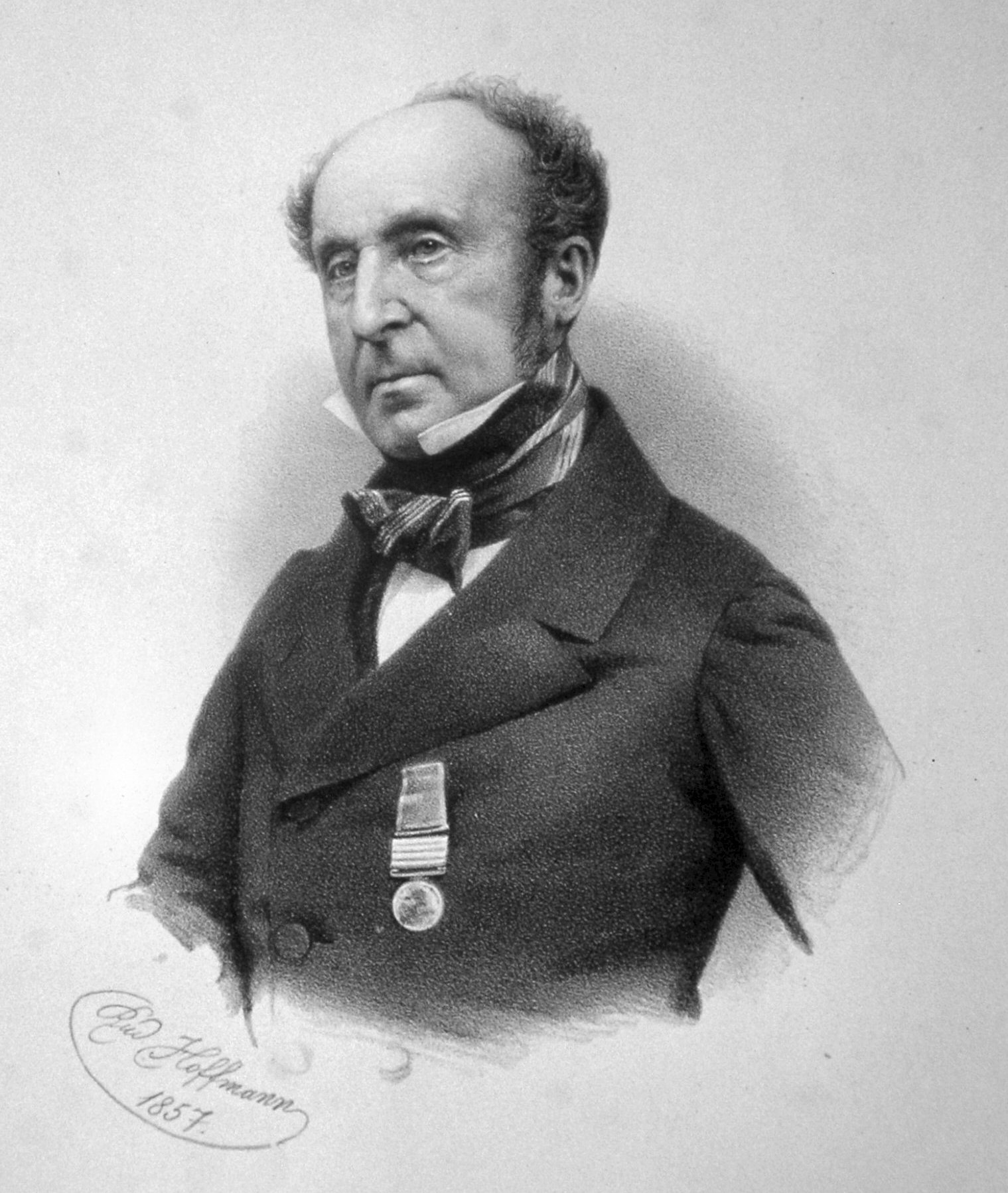
Roderick Murchison im Jahr 1857

Bereits 1827 hatte Murchison eine erste oberflächliche Bestandsaufnahme des Gebiets vom Meer aus unternommen. Als er im Jahr 1855 Nachricht von Fossilfunden im Durness Limestone erhielt, besuchte er zusammen mit James Nicol, Geologieprofessor an der University of Aberdeen, erneut die Region. Die Fossilfunde wurden dem Devon zugeschrieben und waren deutlich jünger als der unterlagernde Sandstein. Hieraus erwuchs ein Problem, denn der Sandstein, der später dem Torridonian zugeordnet werden konnte, wurde als Äquivalent des Old Red Sandstones angesehen, welcher ohne Frage devonische Fossilien enthielt. Wegen der schlechten Witterungsbedingungen konnten sie aber keine gründlichen geologischen Untersuchungen durchführen. Murchison kam aber dennoch zu der Überzeugung, dass die aufgeschlossene Schichtenabfolge von West nach Ost jünger wurde. Ferner resümierte er, dass sie ein Musterbeispiel für das generelle Säulenprofil in Großbritannien darstelle. Er dachte, dass die Schichten nach Osten einfallen mussten und dass daher die Schichten im Osten jünger waren als die im Westen. Außerdem mutmaßte er, dass die Schiefer und Gneise im Nordwesten Schottlands ehemalige silurische Sedimente darstellten, welche auf einem Grundgebirge lagen.

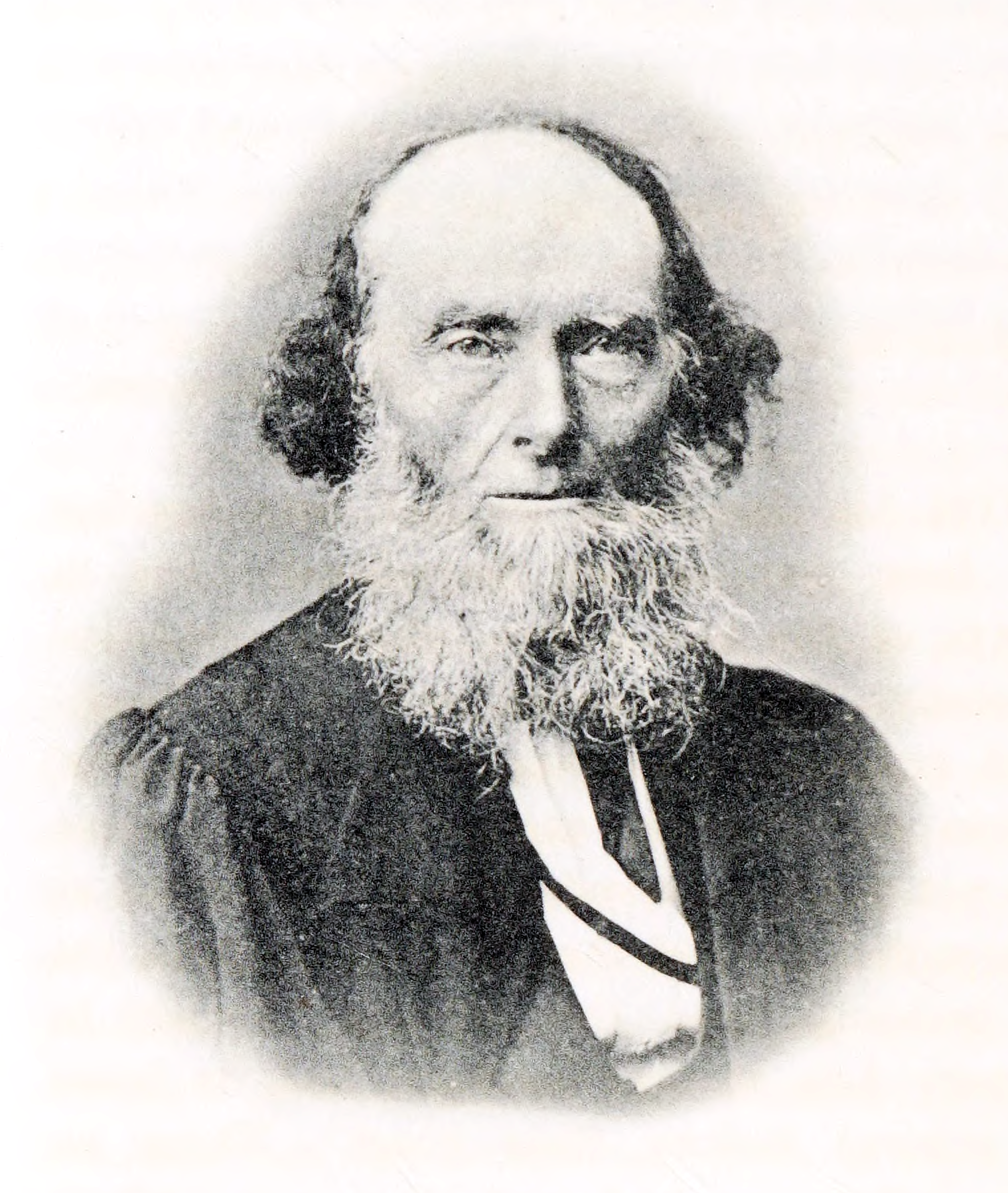
James Nicol

James Nicol war anderer Ansicht. Nach einem unabhängigen Besuch im Jahr 1856 behauptete er, dass eine bedeutende Verwerfung in etwa parallel zur Nordwestküste verlief und dass die scheinbar jüngeren Gesteine in Wirklichkeit wesentlich älter waren und im Vergleich zu den Gesteinen im Westen nach oben herausgedrückt worden waren. Verkompliziert wurde die ganze Angelegenheit durch die Quarzite. Murchison meinte, dass zwei Quarzitlagen unterschiedlichen Alters und unterschiedlicher stratigraphischer Position vorhanden waren, wohingegen Nicol nur eine einzige Quarzitlage vermutete, welche an der Störung vertikal versetzt war (und sich daher verdoppelte). Gemeinsam war beiden Geologen, dass sie über die Schwierigkeit der starken Verfaltung des Quarzits einfach hinweggingen, welcher sich an einigen Stellen sogar überfaltete.
Murchison machte im Jahr 1859 einen weiteren Besuch in den Northwest Highlands. Diesmal wurde er von Andrew Ramsay, dem stellvertretenden Direktor des British Geological Surveys, begleitet. Danach sprach Murchison auf einer Tagung in Aberdeen und erklärte die in seiner Sichtweise relativ einfache Struktur der nordschottischen Geologie. Sein damaliger Vortrag wurde von der Zuhörerschaft, von der Times und von der schottischen Presse als Triumph gefeiert. Der Geologe John Phillips kommentierte die Wertschätzung, die Murchison als Meister des Silurs entgegengebracht wurde. Nicol war auf der Tagung in punkto Geologie mit organisatorischen Aufgaben beschäftigt gewesen. Verglichen mit Murchison erhielt dann seine eigene Arbeit auf der Tagung nur wenig an Rückhalt und wurde auch in der Presse praktisch nicht erwähnt.

## Murchison bringt Geikie ins Spiel
Nicol kehrte im Jahr 1860 in die Northwest Highlands zurück, um weitere Untersuchungen anzustellen. Nachdem Murchison davon gehört hatte, unternahm auch er eine weitere Reise und nahm hierzu Archibald Geikie mit – einen sehr ambitionierten, jüngeren Mitarbeiter des British Geological Surveys (BGS). Hierbei bestätigte Murchison noch einmal seine bereits gewonnenen Überzeugungen. Bei dieser Gelegenheit wurde Geikie, der sich bei Murchison gut stellen wollte, ein wichtiger Verfechter der Ansichten Murchisons. In seiner posthum erschienenen Biographie über Murchison bemerkte Geikie jedoch, dass Murchison an seiner Leitidee festhielt, von der ihm auch nicht der geringste widersprüchliche Einwand abbringen konnte.
Nicol stellte noch im Dezember desselben Jahres seine neuesten Untersuchungsergebnisse der Geological Society of London vor. Hierin widerlegte er die Ergebnisse Murchisons und wies die Anwesenheit silurischer Sedimente zurück. Vielmehr waren seiner Ansicht nach magmatische Gesteine entlang einer Störungszone aufgeschlossen, welche von Durness bis Skye reichte. Die Ursache der verwirrend erscheinenden Schichtenabfolge sah er in Verwerfungen. Vehement wies er die Ansicht Murchisons zurück, dass metamorphe Gesteine ohne Diskordanz (d. h. ohne eine zwischengeschaltete Erosionsperiode) über praktisch unveränderten Sedimenten zu liegen kamen. Es gab keinerlei Beweis für ein silurisches Alter der Northwest Highlands. Murchison war außer sich und schrieb an seinen Schützling Archibald Geikie: Wir haben hier einen Kampf, in dem unser Ruf und unsere Glaubwürdigkeit auf dem Spiel stehen. Im Februar 1861 sandten er und Geikie ihre Arbeit an die Geological Society, die zusammen mit der Arbeit Nicols im selben Band des Quarterly Journal of the Geological Society veröffentlicht wurde.

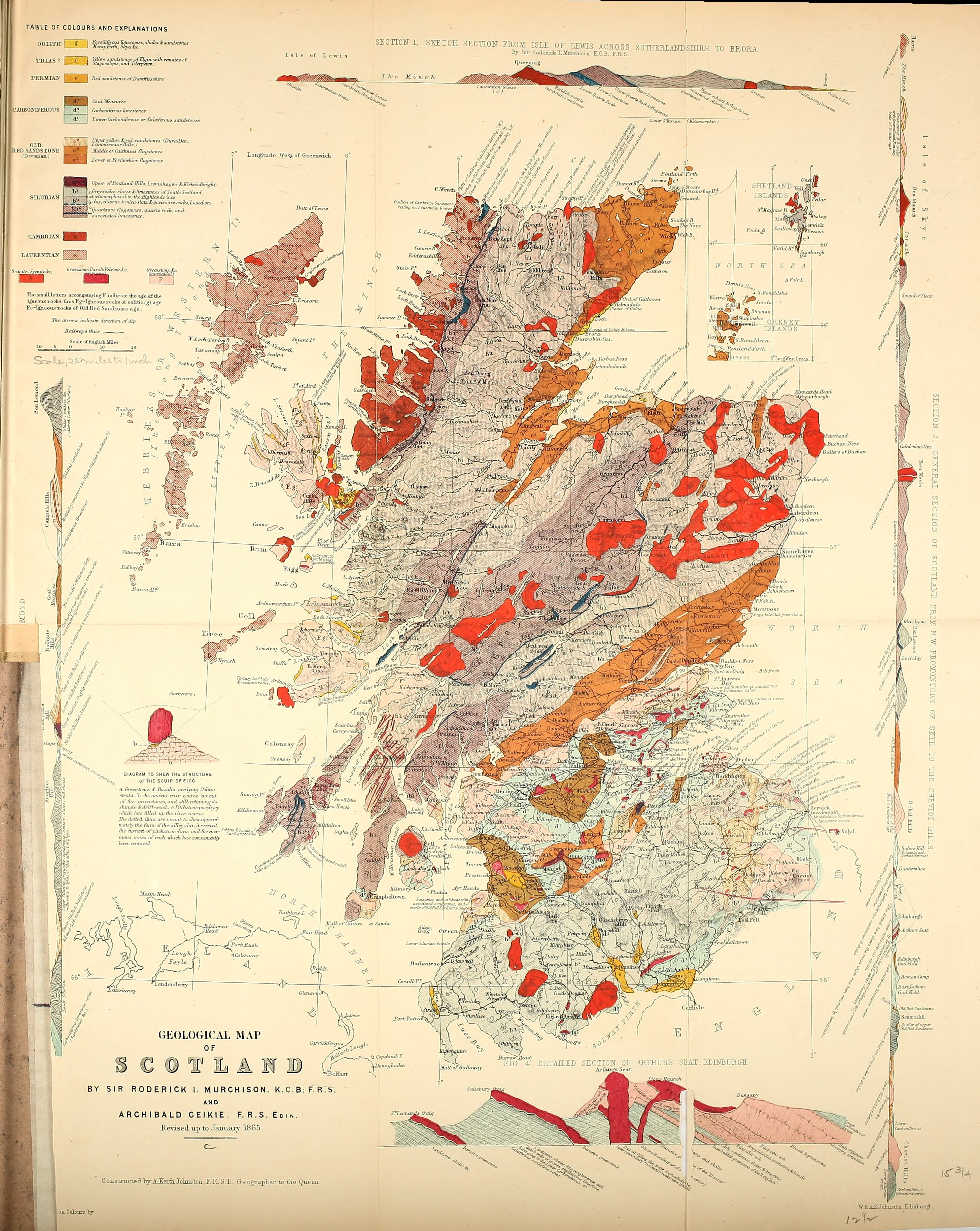
Murchisons geologische Karte Schottlands von 1861, neu erschienen im Jahr 1865

Zum damaligen Zeitpunkt bestand wegen des Disputs unter britischen Geologen noch keine einheitliche Meinung. Dennoch sollten Murchisons Ansichten noch für einige Zeit den Ton angeben. Murchison besaß enormes Prestige und Geikie war ein überzeugender Autor und auch Redner, dem es gelang, Murchisons Standpunkt in glänzendem Licht erscheinen zu lassen. Geikie ging sogar so weit, dass er anonym Rezensionen verfasste, welche die Veröffentlichungen der beiden anpriesen. Beispielsweise schrieb er auch eine scheinbar unabhängige Rezension über seine und Murchisons geologische Karte aus dem Jahr 1861. Allmählich wurde somit die Murchison-Geikie-Sichtweise zu einer orthodoxen Lehre.
Nicol und Murchison legten ihren Streit nie bei. Da es Nicol nicht gelang, die damaligen Geologen für seine Theorie zu überzeugen, stellte er nach 1866 seine Publikationen hierzu ein. Er setzte jedoch seine Feldarbeiten im Norden Schottlands bis zu seinem Tode im Jahr 1879 weiter fort.
Geikie wurde im Jahr 1867 zum Direktor des Scottish Geological Surveys ernannt. Murchison war 1871 gestorben und so wurde Geikie daraufhin auf den neugeschaffenen Lehrstuhl eines Murchison-Geologieprofessors an der Edinburgh University berufen, welcher von Murchison selbst noch ins Leben gerufen worden war. Geikie vertrat weiterhin die Silur-Theorien Murchisons und das gesamte geologische Establishment folgte ihm.

## Wachsender Widerspruch in den 1880er Jahren

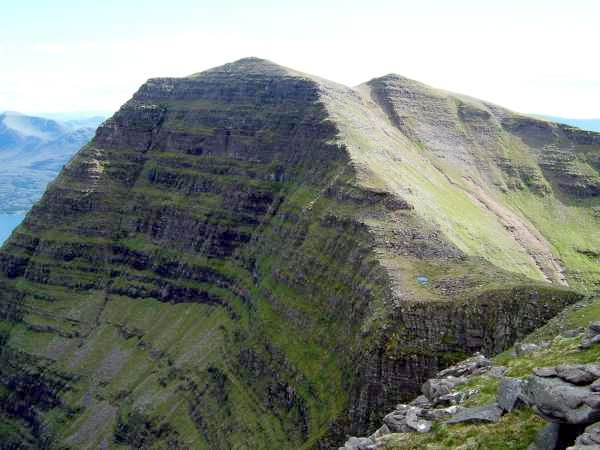
Flachliegender Sandstein des Torridonians am Beinn Alligin

In den 1880er Jahren befanden sich unter den Mitgliedern der Geological Society akademisch geschulte Geologen, aber auch Amateure mit viel Sachkenntnis und daher allgemein anerkannt. Zwischen den Mitgliedern der Geological Society und den leitenden Angestellten des British Geological Surveys – mit der berufsmäßigen Ausführung der Feldarbeiten betreut – kam es jedoch öfters zu Herangehens- und Meinungsverschiedenheiten. Die Leiter des Surveys hielten sich für besser mit den Realitäten im Feld vertraut, als die Hobbygeologen und Akademiker (die sie ebenfalls als Amateure ansahen). Ab 1878 erschienen Veröffentlichungen von Mitgliedern der Geological Society, die entweder Nicol den Rücken stärkten oder den Blick für Unwägsamkeiten in beiden Theorien schärften und auch die Unvereinbarkeiten der verschiedenen Geländebeobachtungen bloslegten.
Im Jahr 1867 war Murchison als Direktor des BGS zurückgetreten, ihm folgte Andrew Ramsay. Ein anonymer Brief an The Times im Jahr 1880 sparte nicht mit Kritik am vom Staat subventionierten BGS. Der Survey war als vorübergehende Institution konzipiert worden, schien aber jetzt seine Existenz verewigen zu wollen. Außerdem verschärften die Feldgeologen das Problem dadurch, dass sie anstelle mobil und flexibel zu bleiben, sich in bestimmten Regionen fest niederließen. Es kam deswegen sogar zu einer Debatte im House of Commons und im House of Lords, die eine Untersuchung durch das Science and Art Department nach sich zog. Ramsay, dessen Gesundheit mittlerweile nicht mehr die Beste war, konnte seine Organisation nur sehr schlecht verteidigen. So brachte er unter anderem hervor, dass eine vollständige geologische Bestandsaufnahme Schottlands noch weitere 22 Jahre veranschlagen würde. Als Folge dieser Affäre trat Ramsay dann 1882 vom BGS zurück, die Zahl der Mitarbeiter des BGS wurde reduziert und das Aufgabenfeld des Surveys verringert.
Geikie machte 1880 und 1881 weitere Geländearbeiten. Obwohl er dabei auf mehrere Ungereimtheiten aufmerksam wurde, verblieb er weiterhin beim Paradigma Murchisonscher silurischer Einfachheit. Im Jahr 1882 beschrieb Wilfred Hudleston Hudleston ein allgegenwärtiges, aber bis dahin noch nicht identifiziertes Gestein, das als Logan rock bekannt war – die jetzige Gneisformation des Lewisians. Wozu er meinte, dass dieses Monster an den meisten Stellen die unterlagernden Schichten sogar noch überfaltet. Ab 1880 waren die ersten Karten des Ordnance Surveys für Nordwestschottland erschienen – was die geologische Geländearbeit erleichterte. Zuerst erschienen Sechs-Zoll-Karten, wenig später jedoch Karten im einzölligen Maßstab und mit Konturlinien versehen.

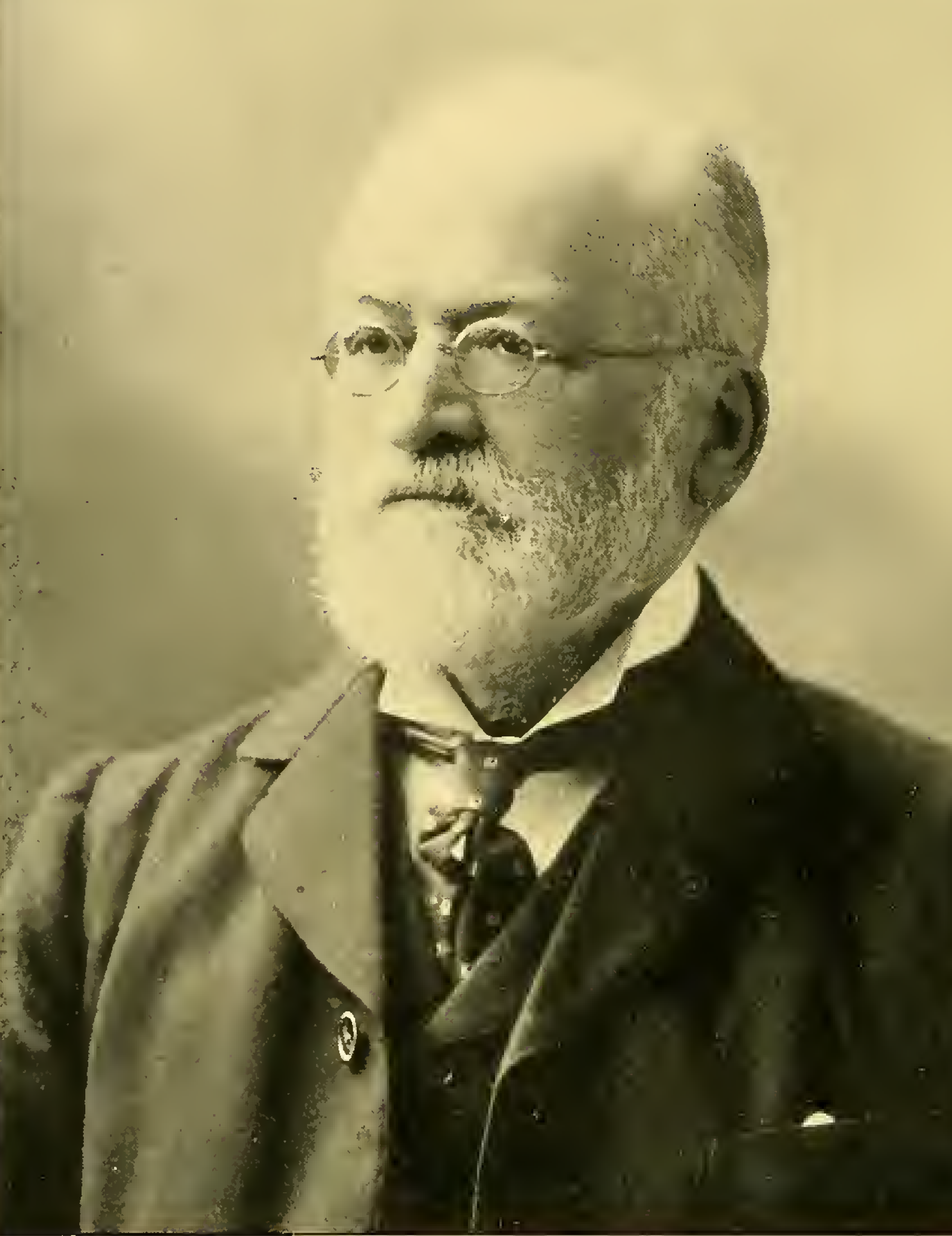
Charles Callaway

Im Jahr 1881 untersuchte auch der Hobbygeologe Charles Callaway detailliert die Umgebung von Durness und Inchnadamph. Er sandte daraufhin einen wissenschaftlichen Bericht an die Geological Society. Hierin gab er zu bedenken, dass der überlagernde Gneis unmöglich jünger sein konnte als der darunterliegende nicht-metamorphe Kalk. Damit erregte er zwar großes Interesse, erhielt aber nur wenig Zustimmung. Allgemeiner Tenor war, dass die Region zum damaligen Zeitpunkt noch nicht vollständig verstanden wurde. Trotz eines Schreibens des BGS an Nature, in dem Murchisons Interpretation als unabänderlich dargestellt wurde, wagte Callaway im folgenden Jahr 1883 eine weitere Reise in den Norden und verfasste dann laut Oldroyd einen der wichtigsten Berichte überhaupt in der Northwest-Highlands-Kontroverse. Bereits 1882 hatten sich jede Menge Geologen in den Highlands getummelt, denn sie ahnten, dass es dort etwas zu entdecken gab, sie aber nicht genau wussten was.
Callaway schlug jetzt eine ganz bestimmte stratigraphische Standardabfolge vor (so wie sie ursprünglich abgelagert worden war) und verglich diese mit Profilfolgen an unterschiedlichen Standorten, ferner berücksichtigte er auch unterschiedliche Profilrichtungen. Er kam zu dem Ergebnis, dass er hierdurch genau feststellen konnte, welche Folgen richtig orientiert waren und welche verkehrt lagen. Tauchten bestimmte Schichten mehr als einmal auf, so konnte er dies auf eine Überfaltung dieses stratigraphischen Niveaus zurückführen. Am Loch Eriboll – so schlussfolgerte Callaway – hatten frühere Geologen die Situation aufgrund von Voreiligkeit vollkommen fehlinterpretiert. Nur Nicol hatte die wahre Struktur erkannt und Callaway meinte, dass er sich freue, Nicols Ruf wiederherstellen zu können, wenn auch nur auf sehr bescheidene Weise. Callaways wissenschaftlicher Bericht fand auf einer anschließenden Tagung große Zustimmung und es gab auch keinerlei Einwände.
Hinter der damaligen Debatte um Deckenüberschiebungen und Verwerfungen verbarg sich in Wirklichkeit die Herausbildung einer neuen Sichtweise in der Geologie. Denn eine abkühlende Erde – so die Theorie – zog sich zusammen und begann daher Falten aufzuwerfen, die dann ihrerseits letztlich zur Entstehung von Gebirgen beitrugen. Verwerfungen entstanden an Schwächezonen durch absinkendes Terrain, bedingt durch Schrumpfungen des Erdinneren. In der Küstenregion Nordwestschottlands waren Verwerfungen beispielsweise neben den starren Gneisen des Lewisians entstanden.

## Die Entdeckungen des Charles Lapworth

### Southern Uplands

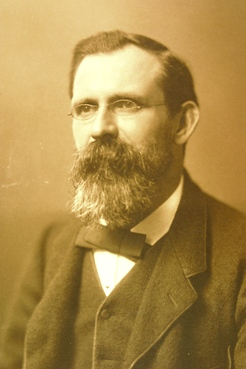
Charles Lapworth um 1880

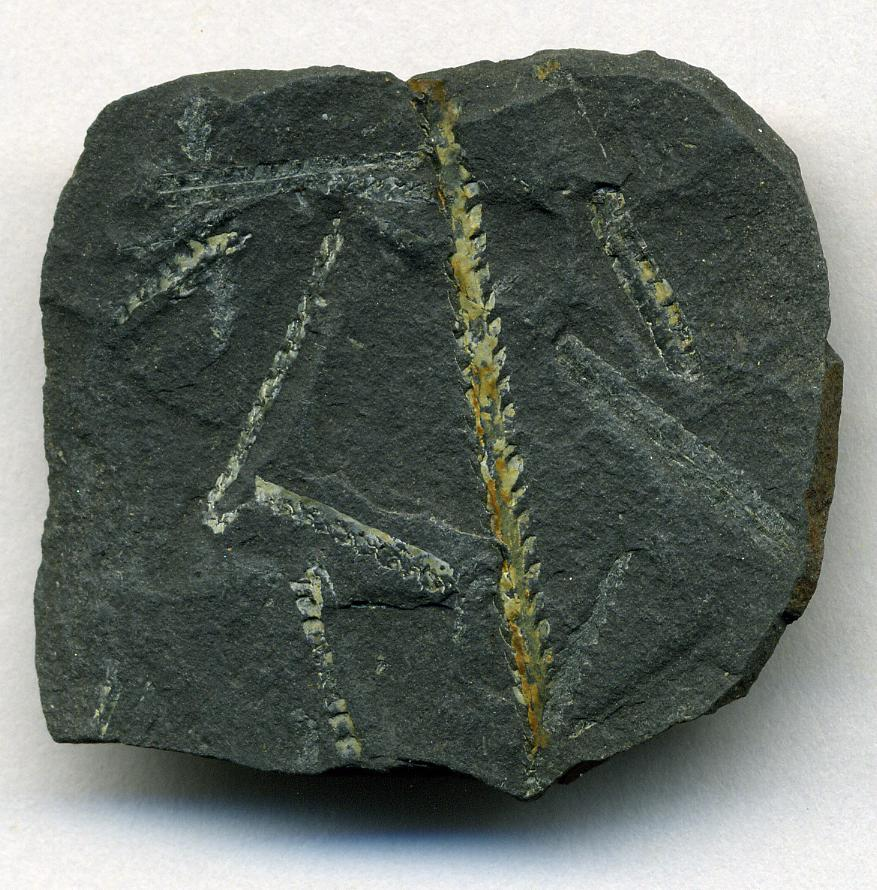
Mittelordovizische Graptolithen von Dob's Linn

Ab ungefähr 1869 hatte es sich Charles Lapworth – damals noch Schullehrer – zum Hobby gemacht, sich in aller Ruhe mit der Geologie der Southern Uplands im Süden Schottlands vertraut zu machen. Die angetroffenen Schichten enthielten nur wenig Fossilmaterial – mit Ausnahme einiger dunkler Tonschieferlagen, die voller Graptolithen steckten. Zuvor hatten Geologen Graptolithen – wenn sie sie überhaupt beachteten – nur als unzuverlässige Altersindikatoren angesehen. Lapworth konnte aber bestimmte Taxa verschiedenen Schichtniveaus zuordnen. Graptolithen sind freischwimmend bzw. freischwebend, nach ihrem Absterben erfolgt ihre Einbettung auf dem Meeresboden daher unabhängig vom jeweiligen Bodensediment. Sie stellen folglich ausgezeichnete Leitfossilien dar. Zwischen 1872 und 1877 untersuchte Lapworth die Örtlichkeit Dob's Linn. Die örtliche Struktur besteht aus einer Antiklinale und es ist daher sehr unwahrscheinlich, dass die Schichten in der unmittelbaren Umgebung falsch herum liegen. Lapworth interessierten insbesondere fünf schwarze Tonschieferlagen mit Graptolithen, deren Abfolge somit so gut wie fest stand und er daher den einzelnen Horizonten mit ihren charakteristischen Fossilien Relativalter zuordnen konnte.
Indem er sein Wissen auf die gesamten Southern Uplands ausdehnte, konnte Lapworth abschätzen, wie sehr stark die Landschaft lange nach Ablagerung der Fossilien verfaltet worden war. Manche Bereiche waren sogar überkippt worden, so dass Einzellagen verdoppelt wurden. Er folgerte daher, dass die geologischen Karten des BGS falsch darin waren, das Anstehende ausschließlich dem Silur zuzuordnen. Der Survey war daher gezwungen, unter Berücksichtigung der detaillierten Lapworth'schen Techniken das ganze Gebiet neu zu kartieren. Lapworth wurde 1872 als Mitglied der Geological Society aufgenommen und entwickelte sich zu einem Weltexperten für Graptolithen. Im Jahr 1881 erhielt er eine Professur für Geologie und Metallurgie.

### Northwest Highlands
Als Lapworth 1882 und 1883 die Northwest Highlands besuchte, erhielt die Theorie vom silurischen Ursprung einen weiteren Rückschlag. Durch ein im Jahr 1882 aufgenommenes Profil im Zollmaßstab wurde Lapworth gewahr, dass die untere und die obere Quarzitlage in Wirklichkeit Teil einer einzigen Überfaltung waren. Im darauffolgenden Jahr konnte er auch seine Kollegen hiervon überzeugen. In Durness und in Eriboll herrschten sehr gute Aufschlussverhältnisse, aber Lapworth konnte keine geeigneten Fossilien finden und musste daher auf lithostratigraphische Methoden zurückgreifen und folglich auf seine in den Southern Uplands so erfolgreich eingesetzte Biostratigraphie verzichten. Dennoch konnte er nur anhand seiner detaillierten Beobachtung der lithologischen Charakteristiken ein hochauflösendes Profil erstellen und dieses korrekt stratigraphisch einordnen. In Eriboll fiel ihm auf, dass keine Schichtungen vorlagen, sondern vielmehr Foliationen, die durch bedeutende, Südost-orientierte Horizontalspannungen angelegt worden waren. Gleichzeitig waren jüngere Gesteinspakete über Ältere geglitten. Die von Murchison noch als Schichtflächen angesprochenen Diskontinuitäten waren in Wirklichkeit Überschiebungsbahnen von seitwärts heranrückenden Gesteinspaketen.

„Über viele Jahre erschien die Northwest-Highlands-Kontroverse Aussenstehenden und auch Geologen, die mit der komplizierten Stratigraphie nicht vertraut waren, als eine triviale Auseinandersetzung zwischen dem British Geological Survey und einer Handvoll fehlgeleiteter Amateure.“

## Peach und Horne

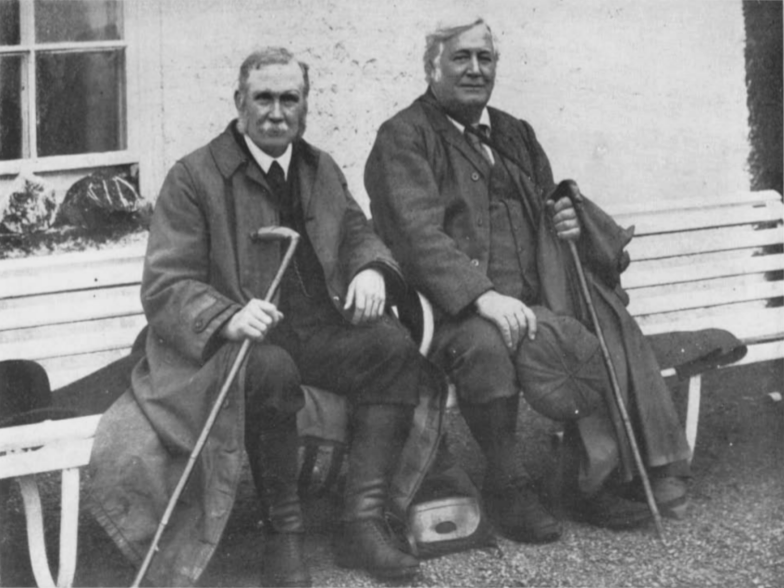
Ben Peach (rechts) und John Horne (links)

Im Jahr 1882 wurde Archibald Geikie zum Leiter des British Geological Surveys ernannt. Er engagierte daraufhin Ben Peach und John Horne ab 1883, eine detaillierte Feldstudie in den Northwest Highlands zu unternehmen – mit dem Hintergedanken, dadurch die Murchison'sche Hypothese zu stützen. Bereits nach Ende der ersten Saison konnten die beiden mitteilen, dass Lapworth Recht hatte, zumindest was die Region von Durness und Eriboll betraf. Geikie meinte aber selbst dann noch, dass ihre Belege Murchison befürworten würden. Im nächsten Jahr jedoch wurden von Peach und Horne weiter südlich gelegene Gebiete untersucht. Hier waren Sandsteine des Torridonians zu Schiefern metamorphosiert worden. Dies überzeugte jetzt auch Geikie, so dass er im Jahr 1884 erschienenen Bericht von Peach und Horne im Vorwort voller Lob erstmals den Fachbegriff Überschiebungsbahn (engl. thrust plane) verwendete.

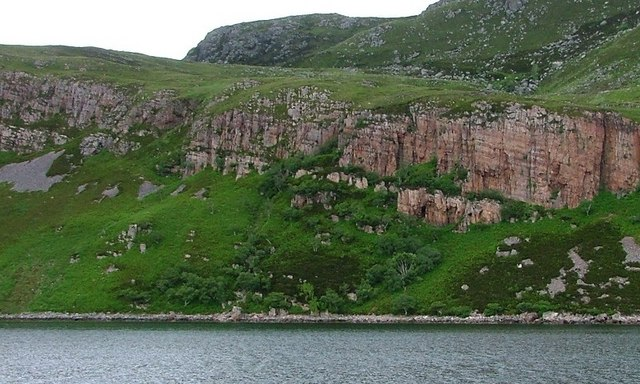
Die Glencoul Thrust – rötliches Kambrium ist hier eingekeilt zwischen grauen Gneisen des Lewisians

Zwischen den mit Feldarbeiten betrauten Angestellten des BGS, den Hobbygeologen und den Akademikern bestanden damals eigentlich keine großen Meinungsverschiedenheiten. Vielmehr wollten die aufeinanderfolgenden Direktoren des BGS – Murchison, Ramsay und Geikie – nicht einsehen, dass die offizielle Position des Surveys unzulänglich war. Nachdem die Stratigraphie ab 1884 weniger umstritten war, dehnte Geikie das Aufgabengebiet des Surveys auch auf die Petrologie der metamorphen Gesteine aus, welche ja den Löwenanteil von Anfang an stellten. Er war sich aber bewusst, dass der BGS auf dem Gebiet der Petrologie oder der Petrographie der Metamorphite im Vergleich zu den in Europa, insbesondere in Deutschland, vorgenommenen Forschungsarbeiten nicht besonders gut aufgestellt war. Geikie trat daher 1884 an Jethro Teall heran, er möge doch dem BGS beitreten. Mit diesem Ersuchen hatte er schließlich im Jahr 1888 Erfolg, als Teal gerade sein Lehrbuch British Petrography herausbrachte. Im Jahr 1888 veröffentlichten auch Peach und Horne eine weitere Arbeit, in der sie ihre Analyse der komplexen stratigraphischen Zusammenhänge auf zahlreiche weitere Örtlichkeiten entlang der Verwerfungszone ausdehnen konnten. Als Folgeerscheinung waren dann im Jahr 1891 die letzten Vorstellungen von Überresten vermeintlicher silurischer Vorkommen dem Verfall preisgegeben. Peach und Horne bestätigten erneut die Ergebnisse von Charles Lapworth. Was Murchison als Silur angesprochen hatte, war – wie die Fossilien von Durness zu erkennen gaben – in Wirklichkeit Kambrium. Der Sandstein des Torridonians war aus dem späten Präkambrium (Neoproterozoikum). In etwa gleichzeitig erschienen dann eine ganze Reihe geologischer Karten mit den Skalen 1 Zoll pro Meile und 6 Zoll pro Meile.

## Wharton Committee
In einer Artikelserie über wissenschaftlich Bedeutendes veröffentlichte Nature im Dezember 1892 einen Beitrag über Geikie. Dieses etwas schmeichelhafte Traktat war von einem engen Freund Geikies verfasst worden – dem französischen Geologen Albert de Lapparent. Auf die Northwest-Highlands-Kontroverse zurückkommend meinte dieser, dass Murchison's Theorie Geikie nie ganz zufriedengestellt hätte. Wegen seiner Wahrheitsliebe aber habe er Peach und Horne schließlich mit der Aufgabe vertraut, eine Neuuntersuchung der Region ohne vorgefasste Ansichten durchzuführen. Geologen außerhalb des BGS wurden hierbei keines einzigen Wortes gewürdigt. Kurz danach erschien im Daily Chronicle ein Artikel des Herausgebers, der das von Staatsgeldern finanzierte Wissenschaftssystem insgesamt brandmarkte, da es herausragenden Wissenschaftspersönlichkeiten ermöglichte, derartig grobe Fehler vollkommen ungestraft zu begehen. Und weiter war Murchison's absurde Theorie von Geikie auch noch voll unterstützt worden, welcher erst später dann – mit den Mitteln der Steuerzahler – eine Neuuntersuchung in Auftrag gegeben hatte. Diese Diskussion erreichte schließlich auch die Times, wo sie sich auf das gesamte britische wissenschaftliche Establishment ausweitete – insbesondere wurde der Royal Society Korruption vorgeworfen.
Für Geologen hatten die Arbeiten in Nordwestschottland einen großen wissenschaftlichen Stellenwert, die schottischen Studien (mit nur wenig kommerziellen Nutzen) hinkten aber sehr stark den Untersuchungen in England, in Wales und in Irland hinterher. Langsam begannen Politiker, die sowohl von kommerziellen Lobbys wie auch von Lobbys der Steuersparer unter Druck standen, die Arbeit des BGS in Zweifel zu ziehen und es gab auch den Vorschlag, den Survey vom Department of Science and Art zum Ordnance Survey zu transferieren. Ab dem Jahr 1900 befasste sich ein Komitee unter der Leitung von John Wharton mit dieser Angelegenheit. Das Komitee sprach sich jedoch für eine Weiterführung des Surveys aus, empfahl eine Gehaltserhöhung für die Mitarbeiter, eine Verbesserung der Arbeitsbedingungen und eine Überführung des Surveys zur Board of Education. Geikie wurde nicht explizit gerügt, dennoch dürfte der Bericht zu seiner Pensionierung im folgenden Jahr 1901 beigetragen haben. Das Komitee befragte auch Horne, der anschließend zum Stellvertreter Tealls befördert wurde und für Schottland zuständig wurde. Zum Anlass der Pensionierung Geikies schrieb Ben Peach einen sehr wohlmeinenden Brief, den Geikie 1924 in seiner Autobiographie dann veröffentlichte.

## Geologischer Aufbau der Northwest-Highlands in Schottland

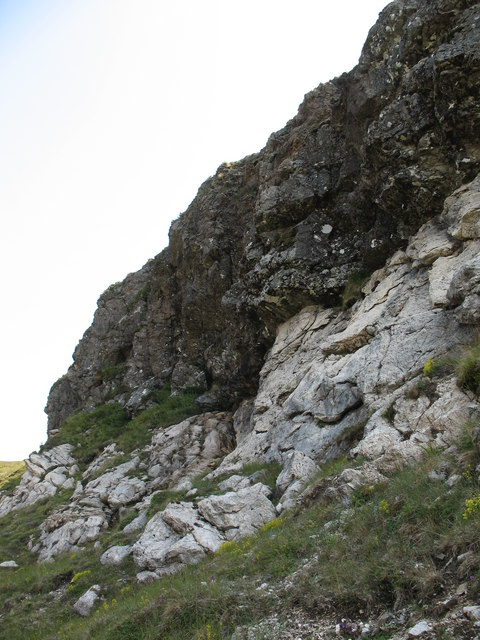
Die Moine Thrust bei Knockan Crag

Peach und Horne setzten ihre Arbeit fort und veröffentlichten im Jahr 1907 The Geological Structure of the North-West Highlands of Scotland. Der mittlerweile pensionierte Geikie hatte hierzu die Endredaktion beigesteuert. Die Forschungen der beiden betrafen eine der geologisch kompliziertesten Gegenden Großbritanniens und sie führten hierzu den Fachbegriff Moine Thrust ein. In seinem Vorwort beschreibt Geikie die Umgebung der Moine Thrust als den Ort, an dem die bemerkenswertesten Krustenbewegungen der Erdoberfläche unmittelbar in Gewahrschein genommen werden können.
In der von Horne geschriebenen Einleitung zum Memoir gibt er eine verständliche Beschreibung der vorgefundenen geologischen Strukturen. Horne unterscheidet vier Gesteinsarten anhand ihres Alters – mit den ältesten Gesteinen im Westen und den jüngsten Gesteinen im Osten. Die erste und älteste wird vom Lewisian Gneis gebildet, welcher sich entlang der Nordwestküste vom Cape Wrath bis zum Loch Torridon und dann zu den Hebrideninseln South Rona und Raasay erstreckt. Topologisch nimmt der Gneis niedriges Gelände ein, er bildet kleine Rundhöcker und Depressionen und nur gelegentlich Gipfel wie den Ben Stack. Das Gestein ist uralt und metamorph, vorwiegend magmatischen Ursprungs und nur selten auch aus Sedimenten hervorgegangen. Es wird von vielen magmatischen Gängen und Lagergängen durchsetzt. Die Gneise waren noch vor ihrer Überdeckung durch den Sandstein des Torridonians immensen Westnordwest-Ostsüdost-Spannungen ausgesetzt, wodurch die Intrusionen verformt wurden. Die erzeugte Wärme ließ die Metamorphose voranschreiten. Danach setzte lang anhaltende Abtragung ein und die Gneise wurden eingeebnet. Erst sehr viel später wurde die so entstandene Landoberfläche von den Sandsteinen des Torridonians zugeschüttet.
Die zweite Gesteinsformation besteht aus den fossilleeren Sandsteinen des Torridonians. Ihre sedimentären Schichten zeigen nur geringes Einfallen mit Klüften und kleinen Verwerfungen. Von der Erosion herauspräpariert können sie jetzt hohe, klobige Bergmassive bilden. Nach langer Erosion durch das Meer wurde über den dunkelroten Sandsteinen weißes Kambrium abgelagert. Das Torridonian war somit präkambrischen Alters. An den Stellen, an denen das Kambrium durch spätere Einengungen über die Sandsteine geschoben wurde, verschieferte es.

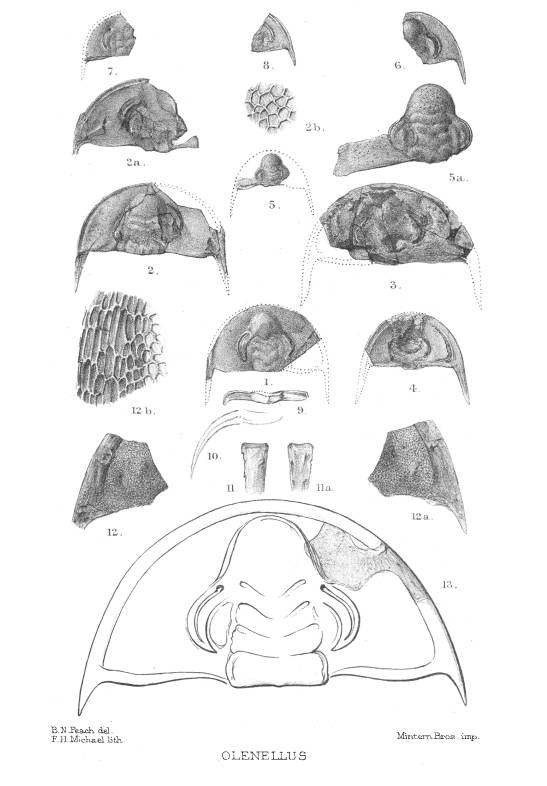
Illustration des Trilobiten Fritzolenellus lapworthi von Peach und Horne

An dritter Stelle folgt eine marine Sedimentfolge – Quarzite, Dolomite und Kalke. Diese konnte aufgrund kambrischer Spurenfossilien (Trilobiten) ebenfalls ins Kambrium gestellt werden. Wobei Peach und Horne anmerkten, dass die anwesende Fauna mit korrespondierenden Schichten in Nordamerika identisch ist. Gelegentlich kommen die Sedimentlagen direkt auf den Grundgebirgsgneisen zu liegen. Dies ist der Fall, wenn die Sandsteine des Torridonians – wie südlich vom Loch Assynt – vollkommen wegerodiert wurden. Torridonian und Kambrium trennt eine Diskordanz. Im fehlenden Zeitintervall wurde der Sandstein verfaltet und anschließend wegerodiert, mancherorts vollständig. Die kambrischen Sedimente wurden sodann von Gängen und Lagergängen durchsetzt, insbesondere in der Nähe von Inchnadamph.
Der vierte Punkt sollte sich am Interessantesten für die Geologen herausstellen. Dies war zweifellos die sich später ereignende immense Horizontalverschiebung der Schichtenfolge nach Westnordwest. Das Liegende wurde durch den Auflastdruck in Schubspäne aufgespalten, welche sich zwischen einzelnen Überschiebungsbahnen ineinander verkeilen konnten (engl. imbrication), teilweise auch recht steil. Die Schubbahnen wurden sogar ihrerseits noch verfaltet. Selbst Grundgebirgsgneise des Lewisians wurden an die Oberfläche herausgepresst. Ganze Schichtpakete wurden derart verdrückt, so dass sie falsch herum zu liegen kamen – beispielsweise können jetzt Grundgebirgsgneise auf Kalken ruhen. An der Hauptüberschiebungsbahn der Moine Thrust wurden Schiefer aus dem Osten nach Westen über das Anstehende bewegt. Die Scherbewegungen entlang der Moine Thrust metamorphosierten die betroffenen Gesteine zu Myloniten. Im Pipe Rock wurden die senkrecht stehenden fossilen Wurmbauten in die Horizontale rotiert. Das überschobene Hangende reichte einst wesentlich weiter nach Westen – es und Teile des Liegenden wurden jedoch erosiv entfernt, so dass jetzt das Liegende mit seiner geologischen Geschichte eingesehen werden kann.

Geologisches Profil an der Glencoul Thrust

Die Arbeit von Peach und Horne wurde als eines der herausragendsten, je veröffentlichten geologischen Memoirs in Englischer Sprache angesehen. Laut Rob Butler hat das Memoir eine erstaunliche Synthese geliefert, die zum ersten Mal die Faltung innerhalb der verkeilten Schubspäne und innerhalb der einzelnen Überschiebungspakete, aber auch die Faltung der Schubbahnen selber beschrieb. Die Arbeit war so umfassend, dass erst im Jahr 1980 die tektonische Entwicklung der Region wieder neu überarbeitet wurde, diesmal unter Zuhilfenahme seismischer Profile. Das asymmetrische stratigraphische Muster, das sich allein durch Faltung nicht erklären ließ, wurde auf die Verkeilung der Schubspäne zurückgeführt. Das Memoir von 1907 und die beigefügten geologischen Karten im Maßstab 1:63.360 (1 Zoll pro Meile) hatten einen sehr großen Einfluss auf die damaligen Geologen. Das Memoir dürfte die weltweite Überschiebungsgürtel-Forschung begründet haben und verdeutlichte die Bedeutung von Kartierungen für die tektonische Forschung.

## Nachspiel

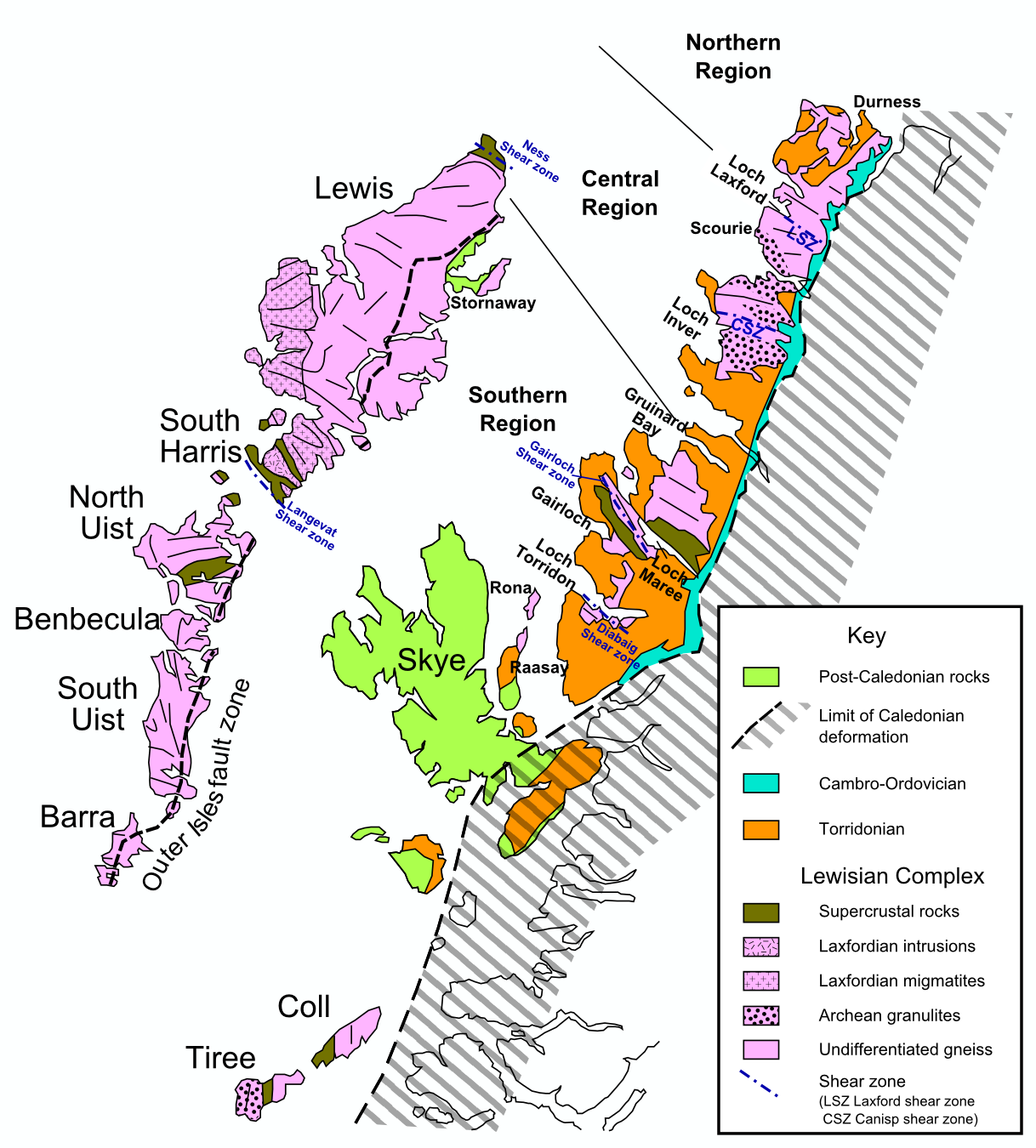
Das Hebridean Terrane

Die Moine Thrust steht stellvertretend für die Schließung eines Teils des Iapetus-Ozeans im Zuge der Kontinentalkollision zwischen Laurentia und Baltica vor rund 400 Millionen Jahren. Die folgende Kaledonische Orogenese bewirkte eine sehr intensive Verfaltung und auch Metamorphose der Gesteine. Im Zug der Gebirgsbildung wurde die Moine Supergroup zirka 100 Kilometer über die Schichten der Nordwestküste hinwegbewegt. Ein sehr guter Aufschluss findet sich am Knockan Crag, der jetzt ein nationales Naturreservat darstellt – das Knockan Crag National Nature Reserve im North West Highlands Geopark.
Zur Einhundertjahrfeier des Memoirs The Geological Structure veröffentlichte die Geological Society einen Artikel von Rob Butler, der dessen fortdauernde Bedeutung anpreist. Ferner betrachtet Butler das Werk als einen sofortigen Klassiker und als ein Meisterwerk der regionalen Geologie. Generationen von Geologiestudenten haben seitdem die Region besucht, welche jetzt mit einem Denkmal versehen ist, um auf die goldenen Jahre der Northwest-Highlands-Geologie hinzuweisen. Ein Großteil der im Memoir enthaltenen geologischen Diskussion des Lewisians gilt heute als selbstverständlich. Diese Diskussion hatte außerdem die Verformung der intrusiven Gänge und Lagergänge richtig erkannt, aber auch den allgemeinen Zusammenhang zwischen Deformation und Metamorphose.
Neben dem Denkmal aus dem Jahr 1930 bei Inchnadamph wurden im Jahr 2001 noch Statuen mit den beiden Geologen Peach und Horne bei Knockan Crag aufgestellt.

## Fazit
Ganz verkehrt lag Murchison mit seiner Silur-Theorie nicht, denn die in die Moine Supergroup eingedrungenen Newer Granites entstanden zum Großteil im Silur, beispielsweise der Strontian-Pluton. Der Intrusionszeitpunkt konnte aber Murchison nicht bekannt gewesen sein, da es damals noch keine radiometrische Altersdatierung gab. Die Moine Supergroup wurde im Verlauf des Obersilurs von der Skandischen Orogenese erfasst, in deren Verlauf sich die Moine Thrust und die weiter ostwärts folgenden Überschiebungen bildeten. Auch diese Tatsache war für Murchison nicht einsichtig gewesen.

## Photogalerie

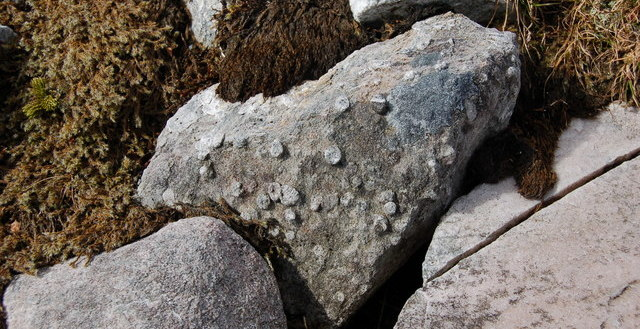
Pipe rock von Assynt
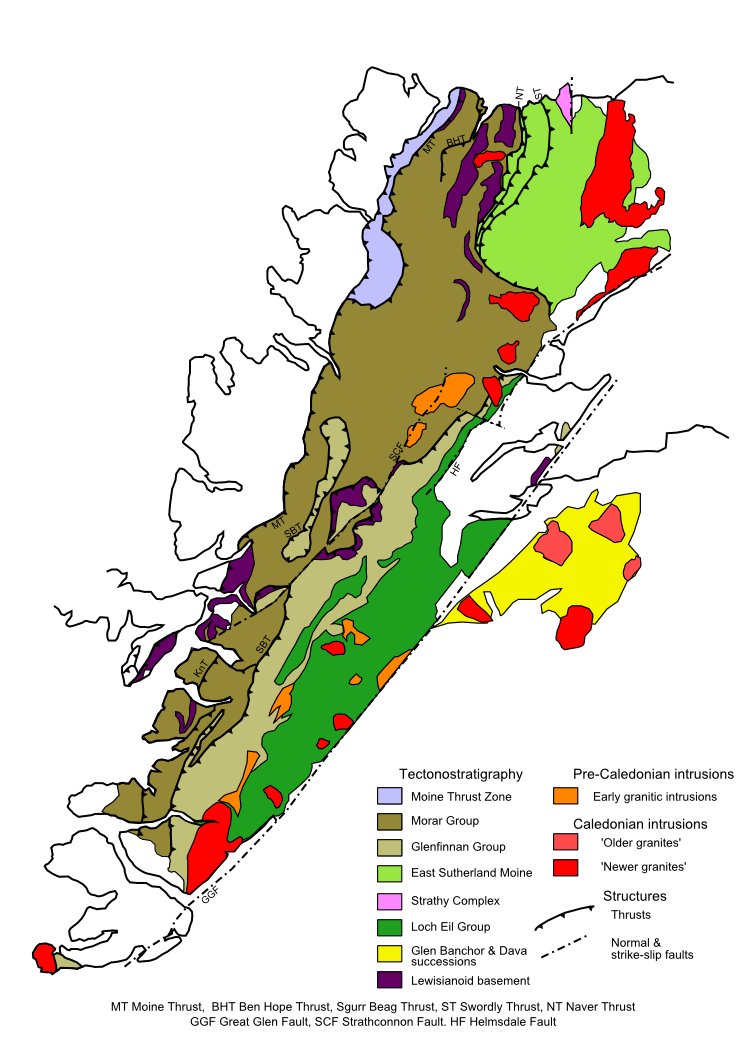
Der Moine Thrust Belt mit der ostwärts dahinterliegenden Moine Supergroup
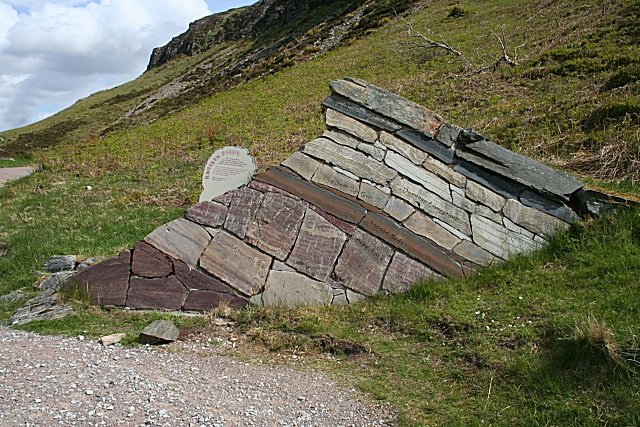
Modell der Schichtenabfolge der Knockan Wall – vom Lewisian (unten links) bis zur Moine Supergroup (oben rechts)
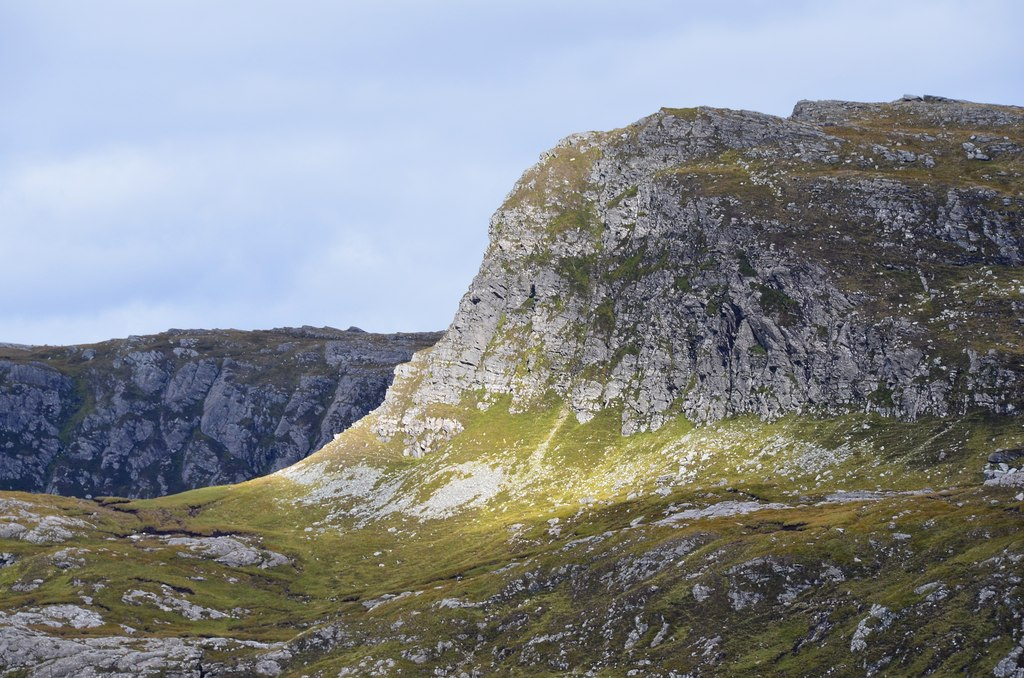
Der Stack of Glencoul, darunter die Moine Thrust
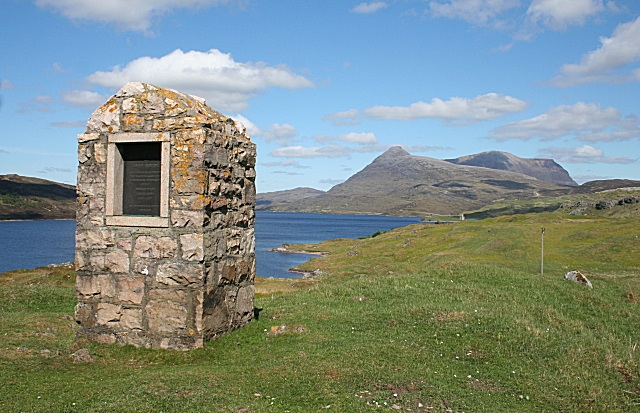
Das Peach-und-Horne-Denkmal von 1930
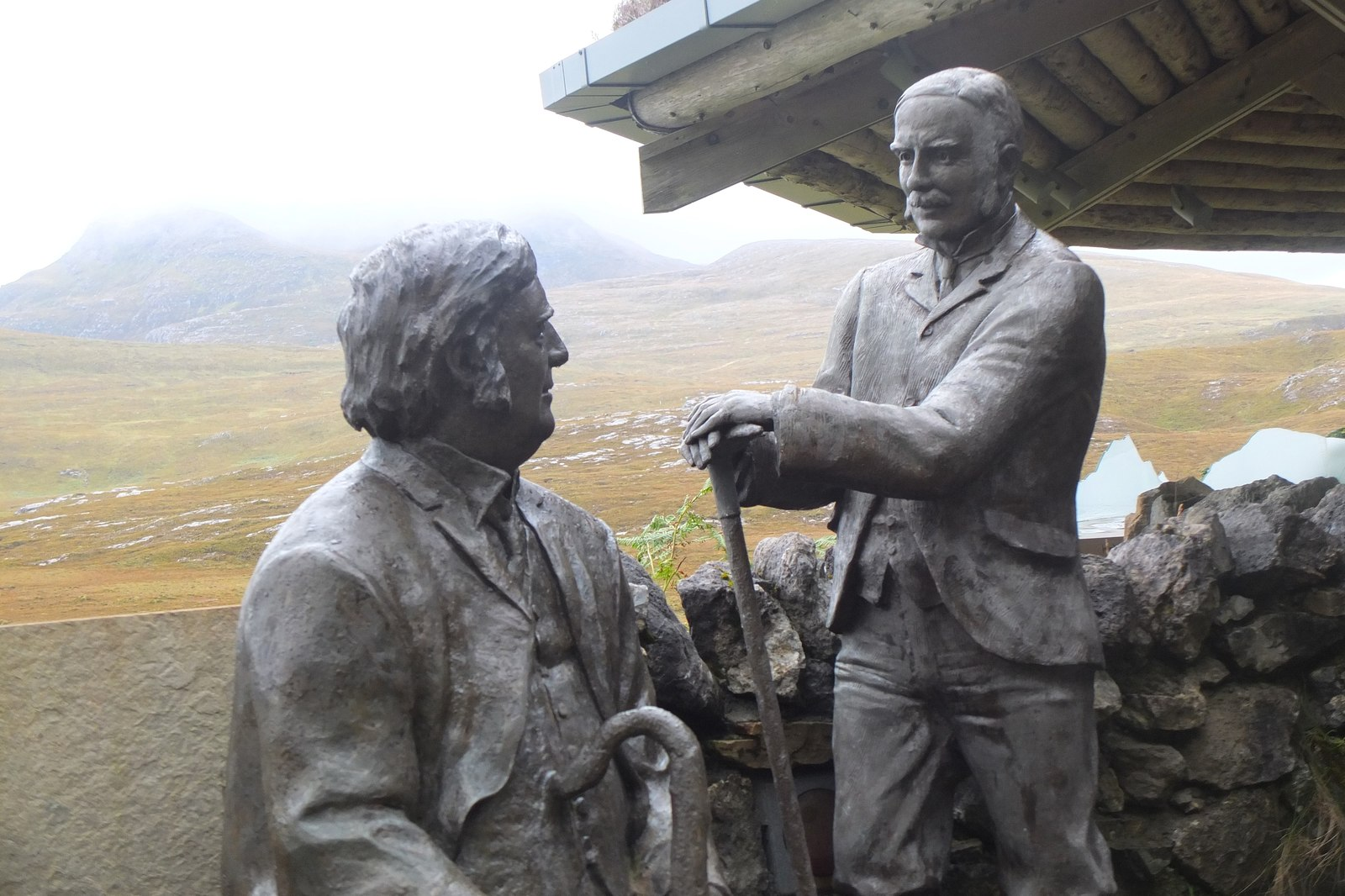
Statuen von Peach und Horne vom Jahr 2001